# Franco Tognini
Franco Tognini (Monza, 26 ottobre 1907 – Monza, 23 luglio 1980) è stato un ginnasta italiano, medaglia d'oro nel concorso a squadre ai Giochi olimpici di Los Angeles 1932 con Oreste Capuzzo, Savino Guglielmetti, Mario Lertora e Romeo Neri.

## Carriera
In carriera ha partecipato a due Olimpiadi, come atleta Los Angeles 1932 e Berlino 1936.
a Londra, nella olimpiade del 1948, è stato l'allenatore della squadra italiana.
Divenuto giurato nazionale ed internazionale, fu membro del comitato tecnico internazionale e tra gli innovatori della ginnastica moderna; per questo gli fu conferita dal CONI la medaglia d'oro al valore atletico e la stella d'oro al merito sportivo.

## Palmarès
| Anno | Manifestazione  | Sede        | Risultato | Gara               | Prestazione | Note  |
| ---- | --------------- | ----------- | --------- | ------------------ | ----------- | ----- |
| 1932 | Giochi olimpici | Los Angeles | Oro       | Concorso a squadre | 541,850     | [ 1 ] |

Medaglia d'oro al valore atletico aprile 1965

Stella d'oro al merito sportivo novembre 1984